# Moisés Jardim
Moisés dos Santos Jardim é um executivo do setor bancário e político brasileiro filiado ao Partido Novo (NOVO). Diretor do setor de financiamento de veículos e hipotecas do Unibanco, assumiu a presidência do Partido Novo entre 25 de julho de 2017 até 30 de janeiro de 2019, quando João Amoedo retornou à presidência do partido.

## Formação e carreira
Formado em administração de empresas pela Instituição Educacional São Judas Tadeu de Porto Alegre e planejamento financeiro pela Universidade Anhembi Morumbi, Moisés Jardim foi diretor da Companhia Hipotecária Brasileira, diretor do Banco Fiat S.A, de 2003 a 2005. No mesmo ano,  no Unibanco, foi responsável pela gestão da área operacional e administrativa relacionada ao segmento de financiamento de veículos, consórcio e crédito imobiliário e em seguida a diretoria financeira do setor de financiamento de veículos e hipotecas do Unibanco.